# Передмостова слобідка
Передмо́стова (Передмі́стна) слобі́дка — поселення в районі Києва, що існувало на лівому березі Дніпра (напроти лаври) з кінця XVIII століття.
Заселяли поселення переважно робітники, приписані до заводу «Арсенал». Назва — з середини XIX століття, коли Передмостова слобідка 1853 року була сполучена з київським правобережжям Миколаївським ланцюговим мостом. Серед киян побутувала й інша назва Передмостової слобідки — «Венеція», що пов'язано з великою кількістю затишних заток у цій місцевості. Звідси також назва острова і Венеційської протоки між ним і Долобецьким островом.
На початку XX століття у селищі було споруджено власний храм — Церква Св. Іоана Рильського.
До 1923 року підпорядковувалося Микільсько-Слобідській волості Остерського повіту Чернігівської губернії. У жовтні 1923 року поселення включене до складу Києва.
У 1943 році будівлі слобідки знищили німецькі війська. У 1960-ті роки на її місці облаштували Гідропарк, через який проходить Святошинсько-Броварська лінія метрополітену, Броварський проспект.

## Зображення

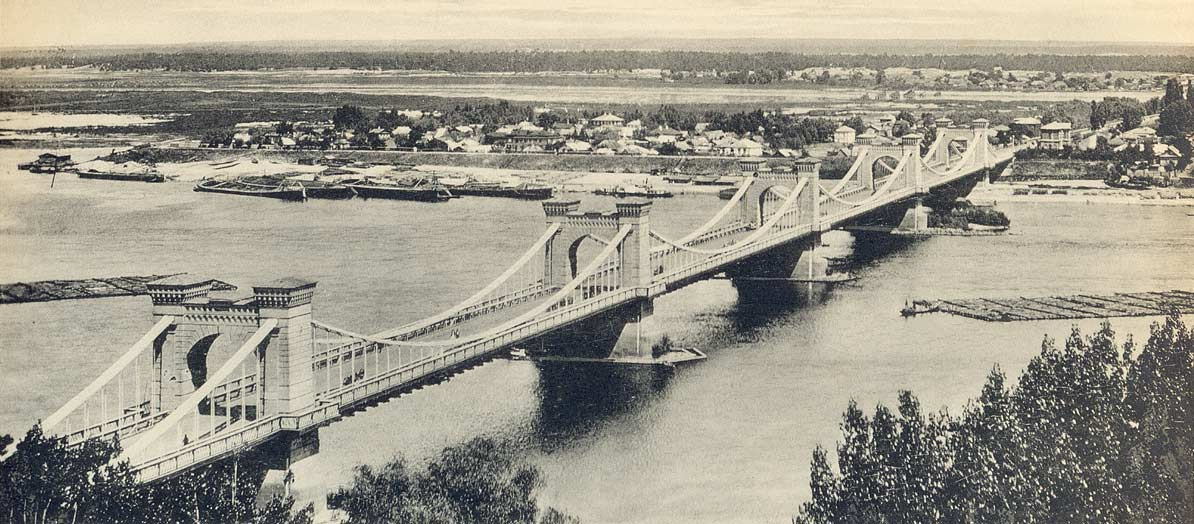
Миколаївський ланцюговий міст та Передмостова слобідка, до 1898 року
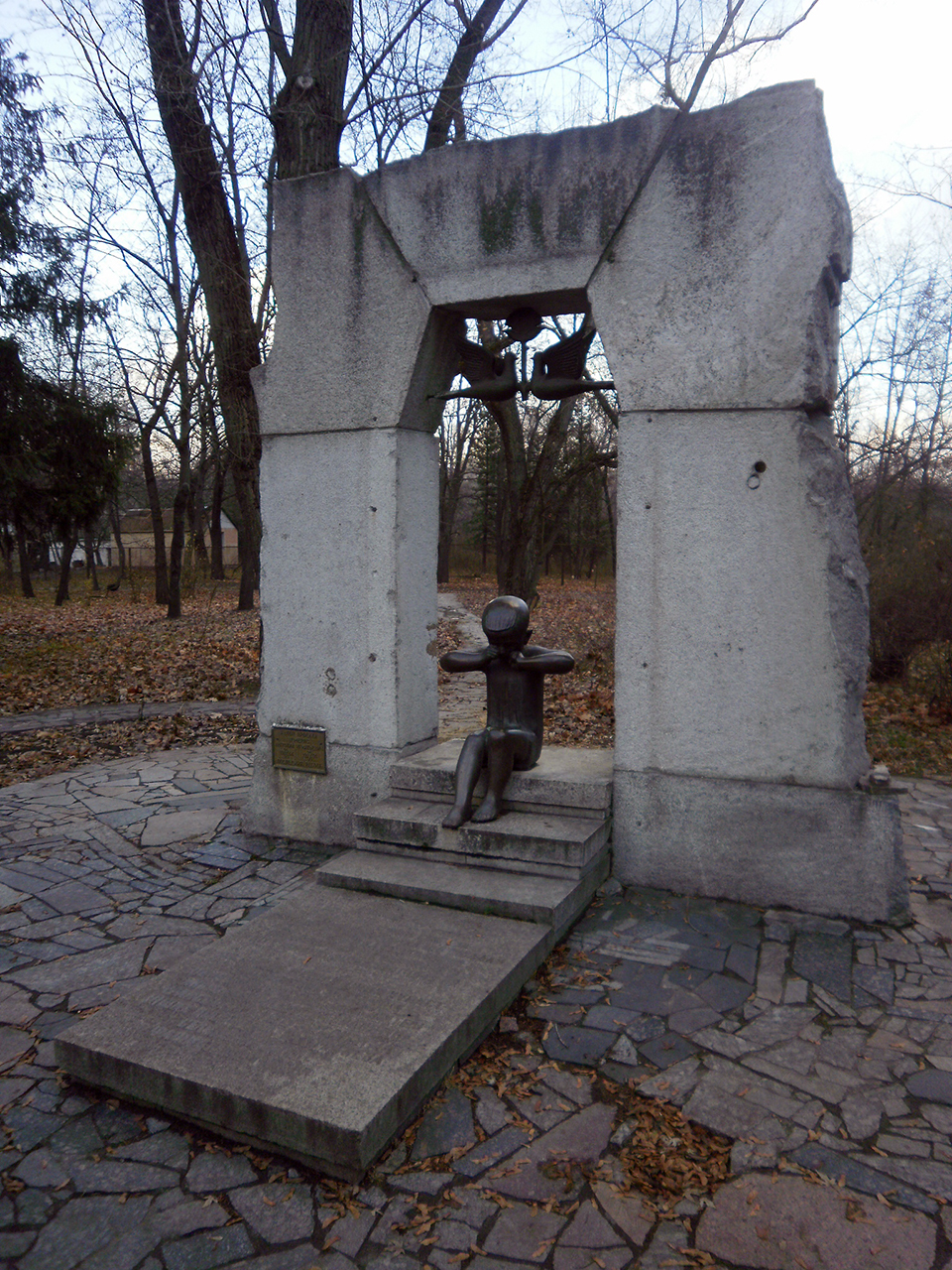
Пам'ятник загиблим у війні мешканцям селища